# Table for Three
Table For Three (sem título em português) é um filme de comédia, onde o jovem Scott Teller (interpretado por Brandon Routh) termina o namoro ficando novamente solteiro e solitário. Scott tem a ideia de convidar um casal, Ryan (Jesse Bradford) e Mary (Sophia Bush) para morar com ele no seu apartamento gigante, para não ficar sozinho. No início, esse simpático casal lhe parecia uma boa escolha. Mas apenas no inicio. A vida de Scott se torna um caos e o casal mostra sua verdadeira face, uma dupla que ninguém quer ter como vizinho, muito menos como companheiros de apartamento. Este casal atrapalha até quando uma oportunidade de namoro surge, deixando Scott com muita raiva.
 Table for Three. no IMDb. 